# Nárazníková zóna OSN (Kypr)

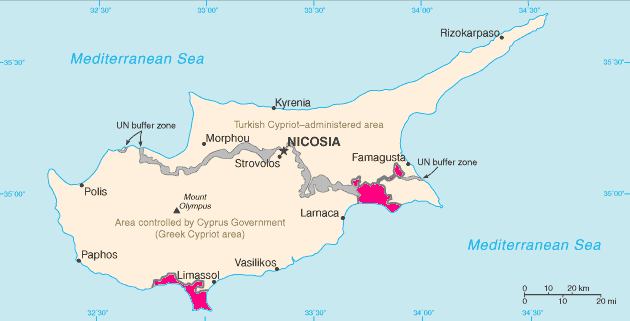
Mapa rozděleného ostrova Kypru (růžově britské vojenské základny, šedě Nárazníková zóna OSN)

Nárazníková zóna OSN hovorově také Zelená linie, případně Attilova linie, je označení území okolo linie, která de facto dělí ostrov Kypr na dvě části. Protíná i hlavní město Kypru, Nikósii.

## Oddělené části
Zóna odděluje:
1. území skutečně ovládané Kyperskou republikou od území ovládaného Severokyperskou tureckou republikou (mezinárodně uznanou pouze Tureckem)
2. území britské vojenské základny Dekelia (součásti Spojeného království) od území ovládaného Severokyperskou tureckou republikou.

## Historie

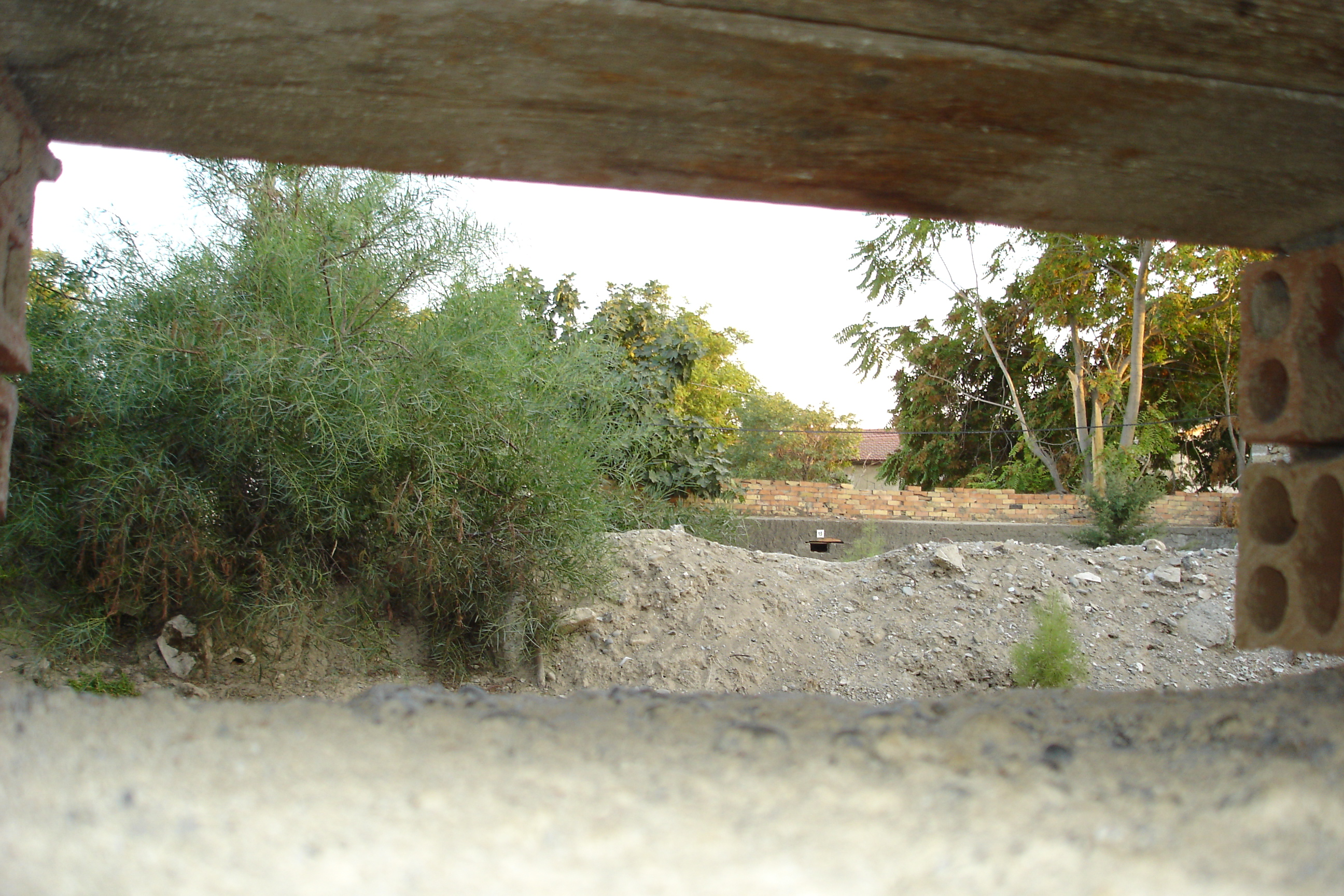
Zelená linie – pohled z Turky kontrolované části Nikósie

Označení Zelená linie bylo poprvé použito v roce 1964, kdy předchozí nepokoje mezi místními Řeky a Turky rozdělily město Nikósii na řeckou a tureckou část. Britské vojenské jednotky oddělily tyto části, které vyznačily zelenou barvou na mapě (odtud název Zelená linie). V roce 1974 následovala turecká invaze na Kypr (tzv. Operace Attila, odtud alternativní název Attilova linie), která ustavila Zelenou linii jako linii oddělující řeckou a tureckou část ostrova. Zelená linie rozděluje ostrov Kypr dodnes.